# Сборная СССР по футболу (до 21 года)
Молодёжная сборная СССР по футболу представляла СССР на молодёжных футбольных турнирах и собиралась под руководством Федерации футбола СССР. В отличие от другой молодёжной сборной (до 20 лет), она не участвовала в молодёжных чемпионатах мира и принимала участие только в молодёжных чемпионатах Европы.
До 1976 года существовала сборная до 23 лет, однако по решению УЕФА, молодёжной сборной имеет право считаться команда, в которой играют футболисты не старше 21 года.

## Достижения на чемпионатах мира и Европы
Сборная СССР была одной из лучших молодёжных команд Европы, выигрывав трижды континентальное первенство. После распада СССР образовались 15 сборных, однако молодёжная сборная России не имеет права считаться правопреемницей молодёжной команды СССР.

### Чемпионат мира (до 20 лет)
- 1977: Чемпионы
- 1979: 2-е место
- 1981: Не прошли квалификацию
- 1983: Групповой этап
- 1985: 4-е место
- 1987: Не прошли квалификацию
- 1989: 1/4 финала
- 1991: 3-е место

### Чемпионат Европы(до 23 лет)
- 1972: 2-е место
- 1974: 3-е место
- 1976: Чемпионы

### Чемпионат Европы(до 21 года)
- 1978: Не прошли квалификацию
- 1980: Чемпионы
- 1982: 3-е место
- 1984: Не прошли квалификацию
- 1986: Не прошли квалификацию
- 1988: Не прошли квалификацию
- 1990: Чемпионы
- 1992: Не прошли квалификацию

## Главные тренеры
- 1957 — Александр Пономарёв и Виктор Маслов
- 1958 — Александр Пономарёв
- 1959 — Гавриил Качалин, ?
- 1963 — Борис Набоков
- 1964 — Василий Соколов
- 1965 — Евгений Горянский, Гавриил Качалин
- 1966 — Виктор Лахонин и Евгений Рогов
- 1967 — Борис Набоков
- 1968 — Гавриил Качалин
- 1969—1973 — Борис Набоков
- 1974—1975 — Валентин Николаев
- 1976 — Валентин Николаев, Сергей Мосягин
- 1977—1984 — Валентин Николаев
- 1985 — Валентин Николаев, Эдуард Малофеев
- 1986—1990 — Владимир Радионов
- 1991 — Борис Игнатьев